# Parque Nacional Morrocoy
Il Parque Nacional Morrocoy è un Parco Nazionale ubicato nello Stato di Falcón, nel nordest del Venezuela.
Istituito nel 1974, copre un'area complessiva di 32.090 ettari.
Il parco si estende sulla terraferma, nella costa del golfo Triste e comprende anche diverse isole ed atolli corallini e "cayos", fra le quali: Pelón, Sombrero, Sal, Playuela.

## Flora
La zona corrisponde alla foresta tropicale secca: presenta una vegetazione molto varia, composta da sempreverdi e non, oltre a piante che si adattano a terreni fortemente salini. Sono presenti fichi d'India e cactus, oltre a quattro specie di mangrovia: mangrovie Venezuela rosso, nero mangrovia, mangrovia bianca, mangrovie platano.

## Fauna

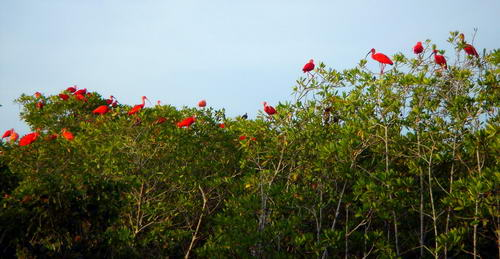
Corocoro nel Parco Nazionale Morrocoy.

Per quanto riguarda la fauna selvatica del parco, si contano circa 266 specie di uccelli, tra i quali il fenicottero, l'airone, il pellicano, il pappagallo, il cocorocora rosso (o ibis scarlatto). Nel Parco si trovano anche molti rettili marini, tra cui la tartaruga marina e il morrocoy, la testuggine da cui il parco prende il nome e il caimano della costa, considerato in pericolo di estinzione. 
Tra i mammiferi sono inclusi sia i Mammiferi marini (delfini e le balene), che utilizzano il parco come un rifugio, così come le diverse specie di mammiferi terrestri, tra cui il cervo mazama gouazoupira, il formichiere, il maikong.

## Meteo
La temperatura è relativamente uniforme durante tutto l'anno tra i 27 e 35 °C scarse precipitazioni, nella stagione fredda possono essere osservate temperature di 23-26 °C.